# Fevzi Davletov
Fevzi Davletov (Taskent, RSS de Uzbekistán; 20 de septiembre de 1972) es un exfutbolista de Uzbekistán que jugaba en la posición de defensa.

## Carrera

### Club
| Periodo   | Club                  | Apariciones | Goles |
| --------- | --------------------- | ----------- | ----- |
| 1990–1993 | Navbahor Namangan     | 61          | 2     |
| 1993–1997 | MHSK Tashkent         | 129         | 22    |
| 1998      | FC Rubin Kazan        | 11          | 0     |
| 1998      | Avtomobilist Noginsk  | 9           | 0     |
| 1999      | FC Dustlik            | 16          | 2     |
| 1999–2000 | OFC Belasitsa Petrich | 12          | 0     |
| 2000–2001 | FC Dustlik            | 33          | 8     |
| 2002–2004 | FC Irtysh Pavlodar    | 87          | 2     |
| 2005      | FC Zhetysu            | 24          | 0     |
| 2006–2007 | FC Qizilqum Zarafshon | 24          | 4     |
| 2007–2008 | FC Megasport          | 36          | 1     |
| 2009      | FK Andijon            | 21          | 0     |

### Selección nacional
Jugó para Uzbekistán en 48 ocasiones de 1994 a 2005 y anotó tres goles; ganó la medalla de oro en los Juegos Asiáticos de 1994 y participó en dos ediciones de la Copa Asiática.

## Logros

### Club
- Liga de fútbol de Uzbekistán: 3

1997, 1999, 2000
- Liga Premier de Kazajistán: 2

2002, 2003
- Copa de Uzbekistán: 2

1992, 2000

### Selección nacional
- Juegos Asiáticos: 1

1994

## Estadísticas

### Partidos con selección
| Selección  | Año   | Apariciones | Goles |
| ---------- | ----- | ----------- | ----- |
| Uzbekistán | 1994  | 9           | 0     |
| Uzbekistán | 1995  | 0           | 0     |
| Uzbekistán | 1996  | 5           | 0     |
| Uzbekistán | 1997  | 6           | 0     |
| Uzbekistán | 1998  | 0           | 0     |
| Uzbekistán | 1999  | 5           | 2     |
| Uzbekistán | 2000  | 3           | 0     |
| Uzbekistán | 2001  | 19          | 1     |
| Uzbekistán | 2002  | 0           | 0     |
| Uzbekistán | 2003  | 0           | 0     |
| Uzbekistán | 2004  | 0           | 0     |
| Uzbekistán | 2005  | 1           | 0     |
| Total      | Total | 48          | 3     |

### Goles con selección
| N.º | Fecha                   | Sede                                        | Rival     | Gol | Resultado | Torneo                                               |
| --- | ----------------------- | ------------------------------------------- | --------- | --- | --------- | ---------------------------------------------------- |
| 1   | 21 de noviembre de 1999 | Tahnoun bin Mohammed Stadium, Al Ain, EAU   | Bangladés | 3–0 | 6–0       | Clasificación para la Copa Asiática 2000             |
| 2   | 23 de noviembre de 1999 | Tahnoun bin Mohammed Stadium, Al Ain, EAU   | Sri Lanka | 3–0 | 6–0       | Clasificación para la Copa Asiática 2000             |
| 3   | 13 de octubre de 2001   | Sultan Qaboos Sports Complex, Mascate, Omán | Omán      | 1–0 | 2–4       | Clasificación para la Copa Mundial de Fútbol de 2002 |